# 逢えるかもしれない
「逢えるかもしれない」（あえるかもしれない）は、 1975年10月21日に発売された郷ひろみ14作目のシングル。

## 収録曲
全曲　作詞：山口洋子／作曲・編曲：筒美京平
1. 逢えるかもしれない
2. ゆれる純情